# Gomirje
 Gomirje  falu Horvátországban, a Tengermellék-Hegyvidék megyében. Közigazgatásilag  Vrbovskóhoz tartozik.

## Fekvése
Fiumétól 54 km-re keletre, községközpontjától 6 km-re délkeletre a 42-es számú főút mellett, a Dobra folyó és a Zágráb-Fiume vasútvonal közelében fekszik.

## Története
A település Vrbovskóval és Lukovdollal együtt már az 1486-os modrusi urbáriumban is szerepel. A 16. század elején a török  pusztítások következtében régi horvát lakossága elmenekült, vidéke elnéptelenedett. Rövidesen teljes lakosságcsere ment végbe, mert 1599-től a török által megszállt végekről, Boszniánól, Likából és Észak-Dalmáciából a védelmi célokkal több hullámban nagy számú pravoszláv szerb lakosságot telepítettek be. A betelepítettek a vlach jog alapján kiváltságaik fejében katonai szolgálattal tartoztak. A telepesekkel együtt ortodox szerzetesek is érkeztek, akik rövidesen felépítették első fa templomukat. A monostornak egy 1772-ből származó leírása szerint 1600-ban elkezdődött a régi monostor építése is, mely két évig tartott. A monostor épületei az egész 17. század során még fából voltak. 1621-ben Frangepán Farkas gróf négyszögletes őrtornyot építtetett mellé, ahonnan a török hadak mozgása jól megfigyelhető volt. Ebben az időben a közeli Stažnik dombon is épült egy őrtorony, ahol szintén az itteni katonáskodásra kötelezett szerbek látták le az őrszolgálatot.
A mai templom építése 1719-ben kezdődött és 1747-ben nagy ünnepség keretében szentelte fel Pavle Nenadović későbbi károlyvárosi metropolita a Legszentebb Istenanya Mennybevétele tiszteletére. A településnek 1857-ben 1180, 1910-ben 523 lakosa volt. Trianonig Modrus-Fiume vármegye Vrbovskói járásához tartozott. 1943-ban a monostort és templomát az usztasák felgyújtották. Értékeit és könyvtárát Zágrábba szállították és ma is ott találhatók. A háború után a templomot újjáépítették, majd 1967-ben az egész épületegyüttest megújították.
A falunak 2011-ben 342 lakosa volt.

## Lakosság
| Lakosság változása | Lakosság változása | Lakosság változása | Lakosság változása | Lakosság változása | Lakosság változása | Lakosság változása | Lakosság változása | Lakosság változása | Lakosság változása | Lakosság változása | Lakosság változása | Lakosság változása | Lakosság változása | Lakosság változása | Lakosság változása |
| ------------------ | ------------------ | ------------------ | ------------------ | ------------------ | ------------------ | ------------------ | ------------------ | ------------------ | ------------------ | ------------------ | ------------------ | ------------------ | ------------------ | ------------------ | ------------------ |
| 1857               | 1869               | 1880               | 1890               | 1900               | 1910               | 1921               | 1931               | 1948               | 1953               | 1961               | 1971               | 1981               | 1991               | 2001               | 2011               |
| 1180               | 1505               | 905                | 599                | 549                | 523                | 506                | 610                | 369                | 387                | 381                | 430                | 466                | 478                | 435                | 342                |

## Nevezetességei
Keresztelő Szent János tiszteletére szentelt pravoszláv temploma és monostora 1719 és 1747 között épült. Az épületegyüttes a régi ortodox fatemplom és monostor helyén épült, amelyet 1602-ben még mint kolostortemplomot a Frangepán család birtokában említenek. Itt állt a Frangepánok vára is a Szűz Mária-templommal, melyet a törökök elpusztítottak. Az eredeti kolostor mellé védőtornyot építettek, amelyet 1719-ben harangtoronnyá alakítottak át, mellé pedig új templomot építettek, melyet 1742-ben szenteltek fel. A keresztboltozatokat freskók díszítik. A kolostor egyszintes épület, oldalszárnyakkal és központi árkád kialakítással. Ez a legnyugatibb fekvésű ortodox kolostor Horvátországban.